# Donja Bukovica (Czarnogóra)
Donja Bukovica (cyr. Доња Буковица) – wieś w Czarnogórze, w gminie Šavnik. W 2011 roku liczyła 61 mieszkańców.